# Laniocera
Laniocera är ett fågelsläkte i familjen tityror inom ordningen tättingar. Släktet omfattar endast två arter med utbredning från södra Mexiko till Bolivia:
- Asksorgfågel (L. hypopyrra)
- Fläckig sorgfågel (L. rufescens)